# RAF Cranwell
Base aérienne de Cranwell
La Royal Air Force Cranwell ou RAF Cranwell (ICAO : EGYD) est une base aérienne de la Royal Air Force à Cranwell, dans le Lincolnshire, en Angleterre.
Entre autres fonctions, il abrite le Royal Air Force College (en) (RAFC), qui forme les nouveaux officiers et équipages de la RAF. La devise, Altium Altrix, signifiant "Nourrir le plus haut", apparaît au-dessus des portes principales du mess des officiers.

## Origine
L'histoire de l'aviation militaire à Cranwell remonte à novembre 1915,[6] lorsque l'Amirauté a réquisitionné 10 km2 de terres du domaine du marquis de Bristol. Le 1er avril 1916, le Royal Naval Air Service Training Establishment, Cranwell' est officiellement créé.
En 1917, une gare dédiée a été établie pour desservir la RAF Cranwell sur une nouvelle ligne secondaire à voie unique depuis Sleaford, le train étant connu sous le nom de Cranwell Flyer.
Avec la création de la Royal Air Force en tant que service indépendant en 1918, le RNAS Training Establishment est devenu RAF Cranwell. Le Royal Air Force College Cranwell a été formé le 1er novembre 1919 sous le nom de RAF (Cadet) College.

## Unités présentes
Les unités volantes et non volantes notables suivantes sont basées à RAF Cranwell.

### Royal Air Force
No. 22 Group RAF (en)
- RAF College  Cranwell

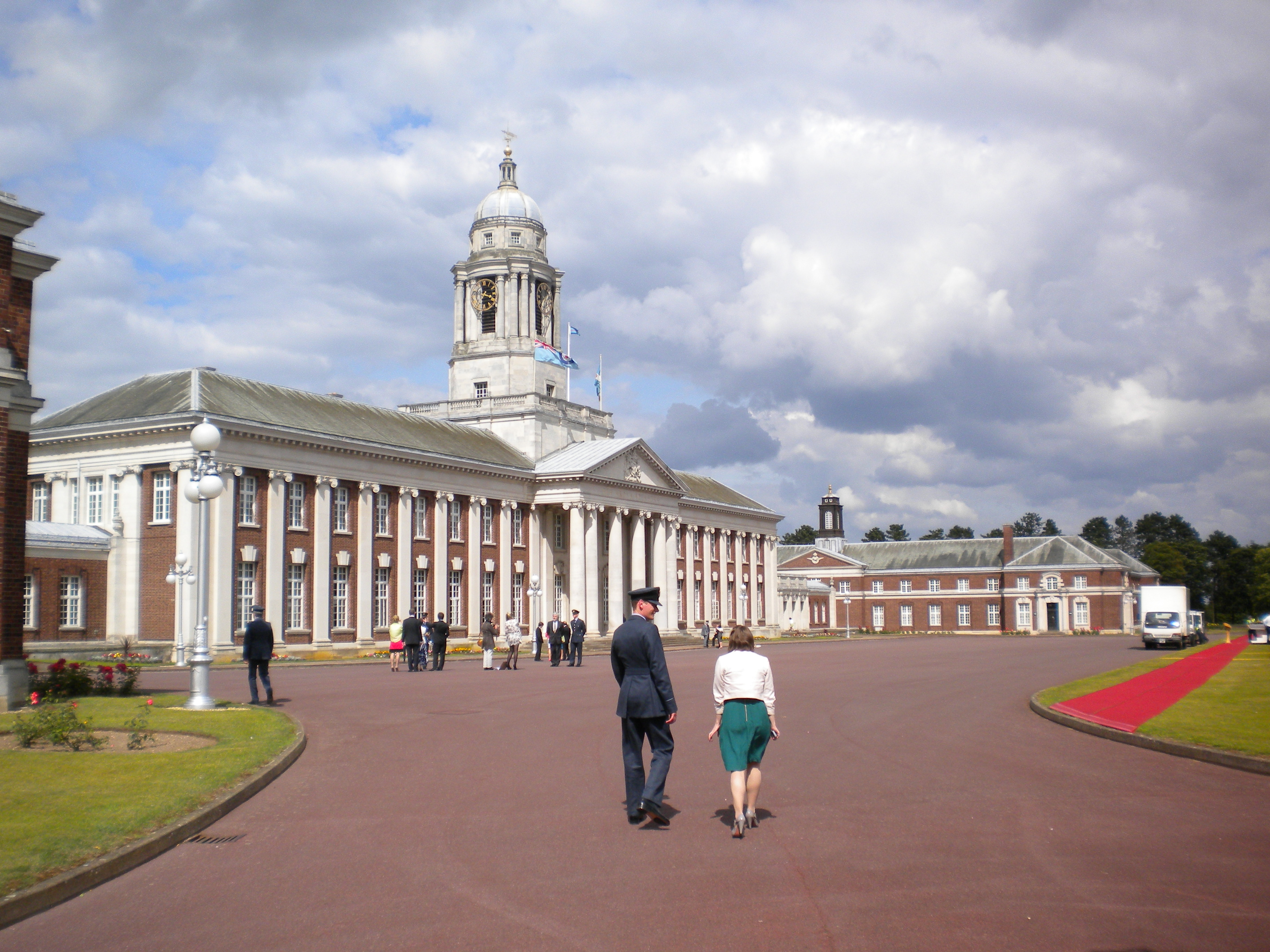
Royal Air Force College

- - Académie de formation des officiers de la Royal Air Force (RAF OTA)
  - Recrutement et sélection
  - Tedder Académy
- Defence School of Aeronautical Engineering (en) (DCAE)
- Siège du Central Flying School (CFS) [1]
  - Quartier général du No. 3 Flying Training School RAF
    - No. 45 Squadron RAF (en) - Embraer Phenom T1
    - No. 57 Squadron RAF (en) - Préfet Grob T1

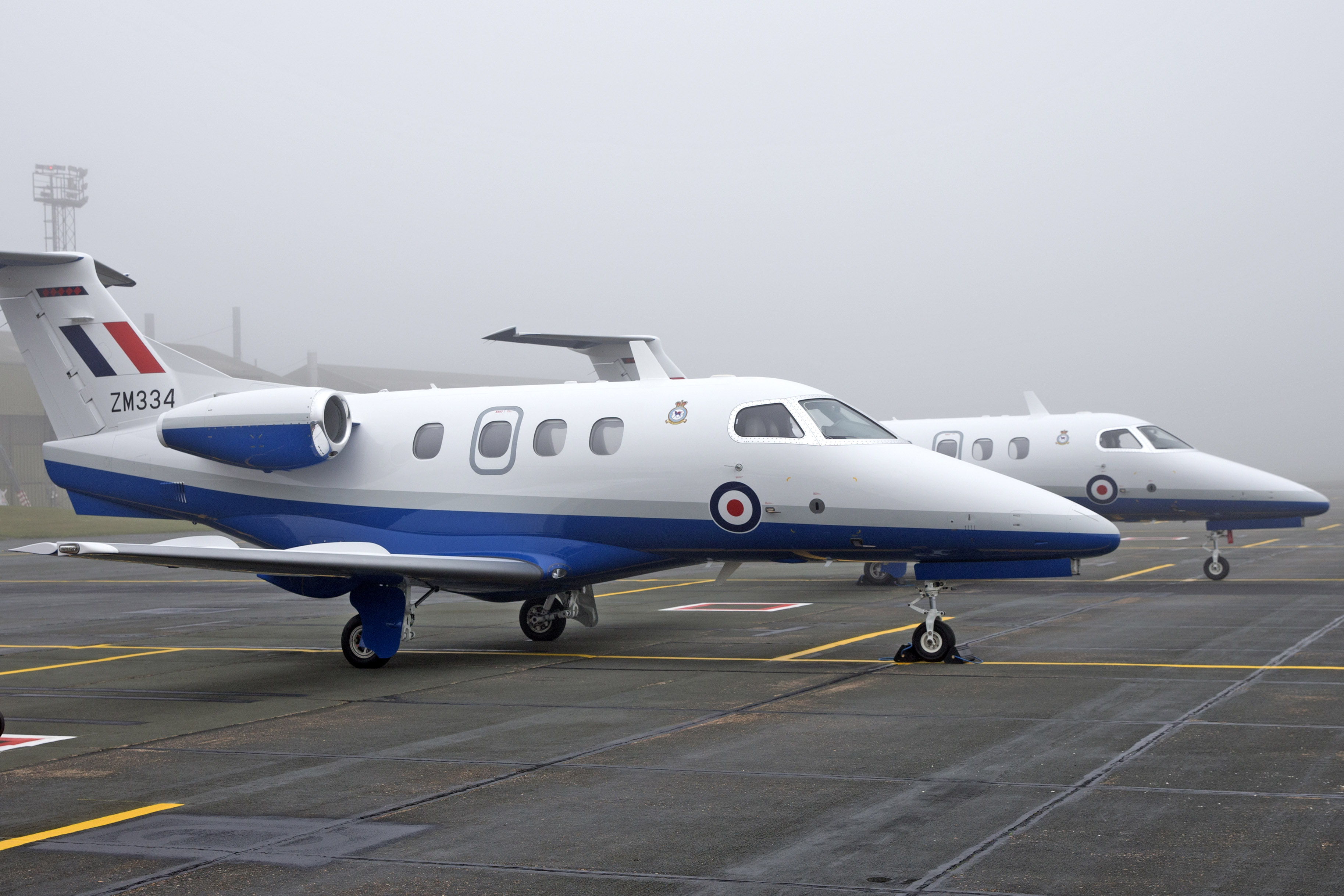
Un Embraer Phenom 100, exploité par le 45e Escadron basé à RAF Cranwell

- - Quartier général du No. 6 Flying Training School RAF
    - University Air Squadron (en) - Grob Tutor T1
    - No. 7 Air Experience Flight RAF (en) - Grob Tutor T1
- Quartier général du Royal Air Force Air Cadets
- No. 2 Group RAF (soutien au combat aérien) 
  - RAF Force Protection Force Headquarters (en) no 8
    - Royal Air Force Police (en) no 5
    - Special Investigation Branch (en) (SIB)
- No. 38 Group RAF (en) (soutien du service de combat aérien) 
  - Services de musique de la RAF
    - La Musique du Royal Air Force College
    - La Musique de la Royal Auxiliary Air Force
- Centre de guerre aérienne de la RAF [2]
  - École de guerre aérienne
- Autres unités de la RAF
  - Divulgations de la RAF

### Civil
- Aéroclub de la RAF Cranwell
- Club de vol à voile de Cranwell